# Pseudomyrmex perboscii
Pseudomyrmex perboscii is een mierensoort uit de onderfamilie van de Pseudomyrmecinae. De wetenschappelijke naam van de soort is voor het eerst geldig gepubliceerd in 1844 door Guérin-Méneville.